# Plateau de Teltow

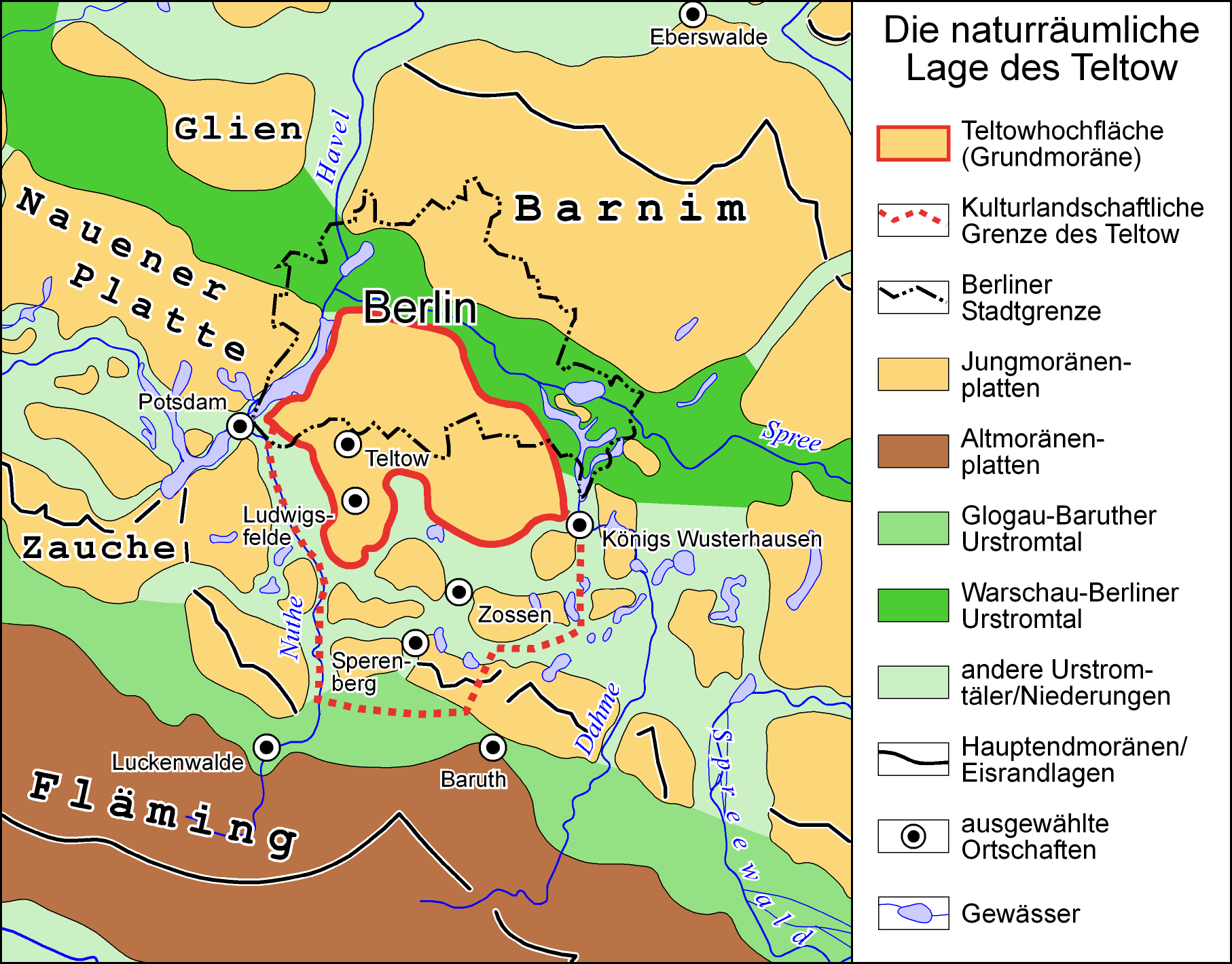
Plan du plateau (circonscrit en rouge) et des environs.

Le plateau de Teltow est un plateau géologique ainsi qu'une région historique à cheval sur la partie méridionale de Berlin et une partie centrale du Brandebourg en Allemagne.
Historiquement, Teltow était l'une des huit régions qui constitue la Marche. À l'issue de la guerre de Teltow (1239-1245), la question de la seigneurie territoriale du cœur de la Marche conquérante fut tranchée ici. Entre 1835 et 1952, la région était un district administratif, le district de Teltow.
La ville de Teltow, incluse dans l'arrondissement de Potsdam-Mittelmark, se trouve aussi sur le plateau, tout comme le canal de Teltow.
La géographie et la géologie de la région ont été sculptées par la glaciation vistulienne. Au nord du plateau se trouve la vallée proglaciaire de Berlin et le plateau de Barnim de l'autre côté. Au sud, après un labyrinthe de dépressions et de petits plateaux passe la vallée proglaciaire de Baruth et la lande de Fläming s'étend au-delà.